# M35卡車
M35卡車是美國生產的軍用卡車家族，授權生產多國，可載2300公斤越野，公路運輸可載4500公斤貨物，也有改裝為武裝卡車、车载防空炮、火力支援战车等多種衍生車型。
最初美國陸軍於二戰後需要一種車輛替換GMC CCKW和M135卡車，M35的誕生來自陸軍標案，最終於60年代完成替換M135一直服役至今，加拿大於1982年引進後直到2008年才開始規畫用Navistar 7000系列替換，目前仍是主力車種。

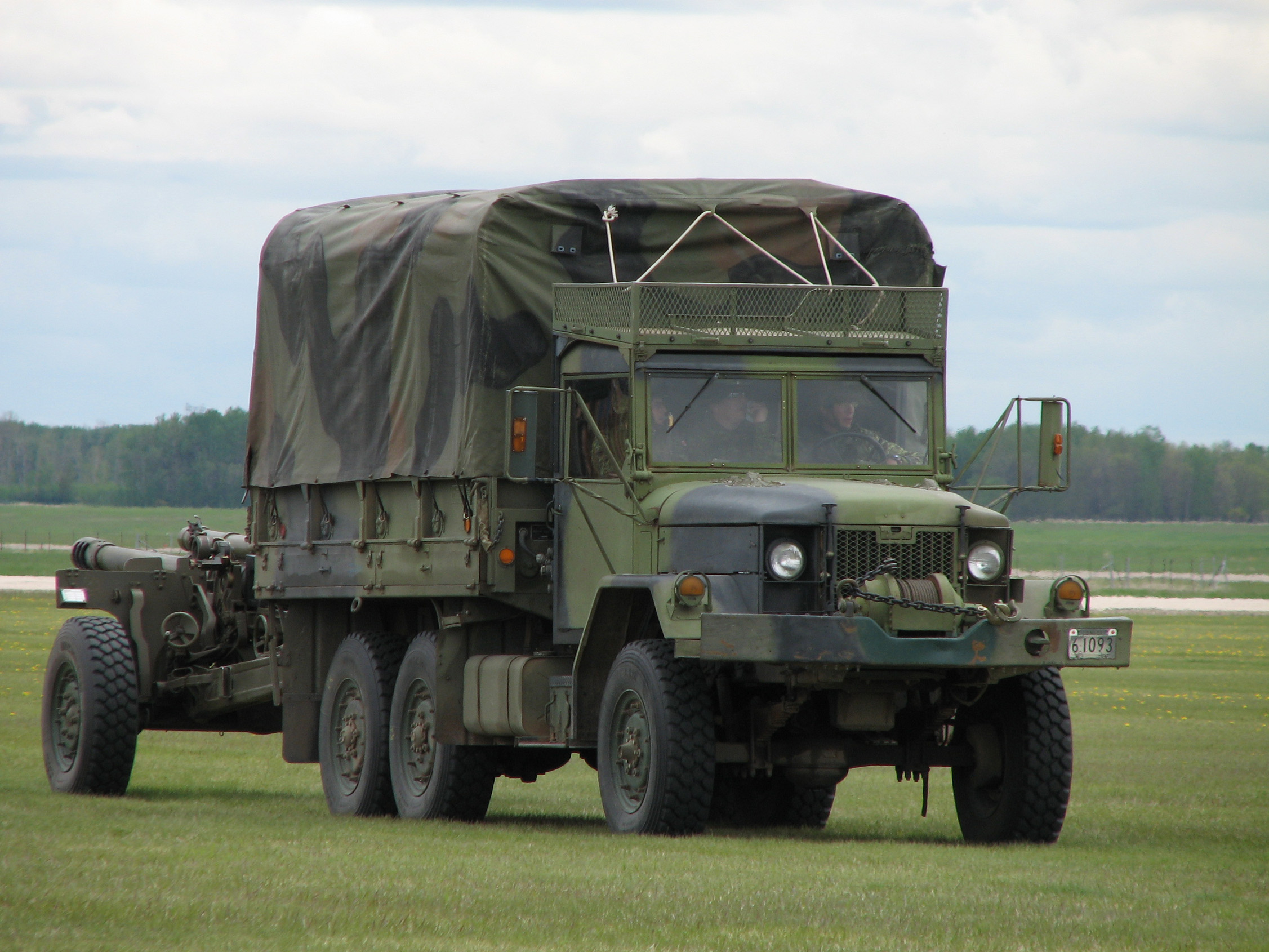
加拿大的M35正在拖運大砲

## 使用國
- 阿根廷
- 奥地利
- 巴西
- 柬埔寨
- 加拿大
- 智利
- 中華民國 - 已退出常備部隊單位，在後勤後備單位(M49A2C 油罐車)截至2022年仍有使用。
- 哥伦比亚
- 刚果民主共和国
- 埃及
- 薩爾瓦多
- 希腊
- 印度尼西亞
- 伊拉克
- 以色列
- 黎巴嫩
- 北馬其頓
- 墨西哥
- 摩納哥
- 尼加拉瓜
- 摩尔多瓦
- 菲律賓
- 巴基斯坦
- 沙烏地阿拉伯
- 瑞典 (評估參考用)
- 泰國
- 突尼西亞
- 土耳其
- 美国
- 委內瑞拉
- 越南
- 越南共和国